# Le Convive de pierre (opéra)
Pour les articles homonymes, voir Le Convive de pierre.

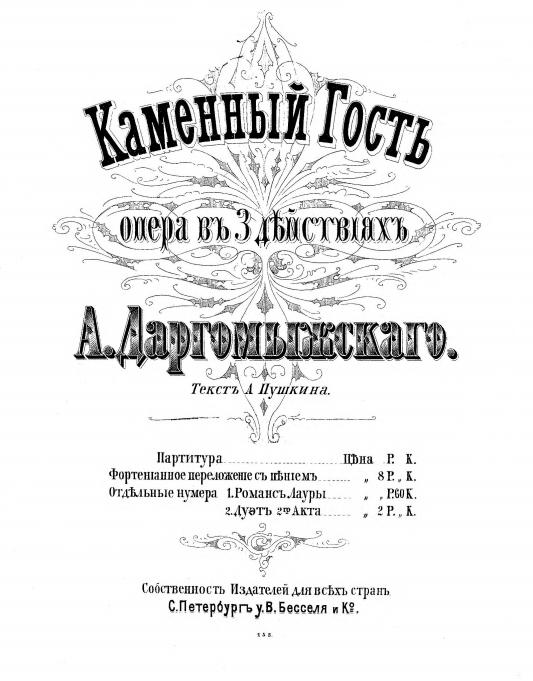
Page de garde de la partition du Convive de pierre
(V. Bessel et Co., Saint Petersbourg)

Le Convive de pierre (en russe : Каменный гость, Kamenny gost' en transcription française) est un opéra en trois actes d'Alexandre Dargomyjski. L'opéra a été composé entre 1866 et 1869 et créé au Théâtre Mariinsky de Saint-Pétersbourg le 16 février 1872 (date du calendrier julien),.
Le livret a été repris presque mot pour mot de la pièce éponyme Le Convive de pierre en vers non rimés d'Alexandre Pouchkine qui s'inscrit dans le mythe de Don Juan et qui fait partie de sa série de « Petites tragédies ». Il y a toutefois de légers changements dans le choix des mots et deux chansons indiquées dans la pièce y ont été insérées. 
En application du souhait du compositeur, les quelques dernières lignes du tableau 1 ont été composées par César Cui, et le tout a été orchestré par Nikolai Rimsky-Korsakov. Bien des années plus tard, Rimsky-Korsakov a révisé sa propre orchestration, a réécrit quelques-uns des passages originaux de Dargomyjski et ajouté un prélude orchestral. Cette version, terminée en 1903 et créée en 1907 au Théâtre Bolchoï, est maintenant considérée comme la version définitive.

## Première représentation

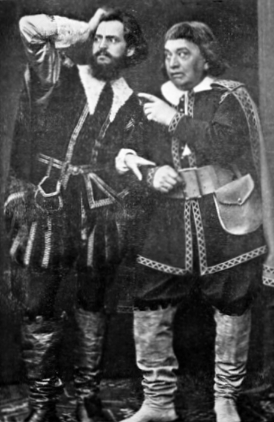
Fiodor Komissarjevski et Ossip Petrov
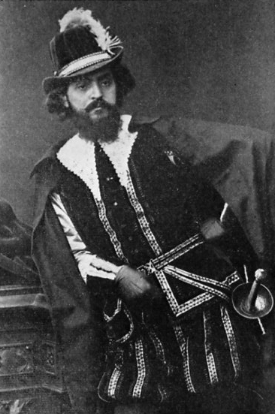
Fiodor Komissarjevski en Don Juan
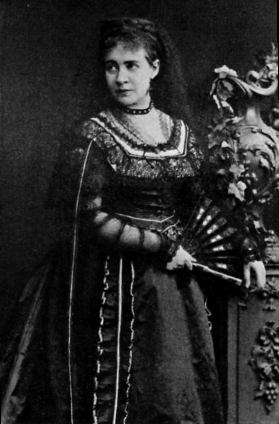
Ioulia Platonova en Donna Anna
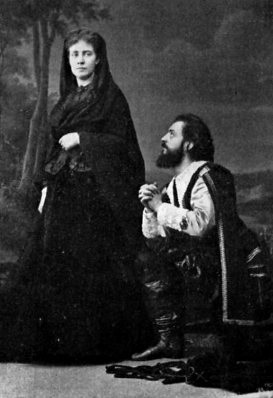
Ioulia Platonova et Fiodor Komissarjevski

| Rôle                     | Voix          | Interprète 16 février 1872 (calendrier julien) (chef d'orchestre : Eduard Nápravník) |
| ------------------------ | ------------- | ------------------------------------------------------------------------------------ |
| Don Juan                 | ténor         | Fiodor Komissarjevski                                                                |
| Leporello, son serviteur | basse         | Ossip Petrov                                                                         |
| Donna Anna               | soprano       | Ioulia Platonova                                                                     |
| Don Carlos               | baryton       | Ivan Melnikov                                                                        |
| Laura                    | mezzo-soprano | Maria Ivanovna Ilyina                                                                |
| Un moine                 | basse         | Vladimir Sobolev                                                                     |
| Premier invité           | ténor         | Vassili Vassiliev                                                                    |
| Second invité            | basse         | Mikhaïl Sariotti                                                                     |
| Statue du Commandeur     | basse         | Vladimir Sobolev                                                                     |

## Style musical
Le Convive de Pierre est un opéra remarquable pour avoir son texte repris presque à l'identique de la pièce de théâtre qui l'a inspiré, plutôt que de reposer sur un livret adapté à partir de la source pour répondre aux attentes des spectateurs d'opéra en matière d'arias, de duos, de chœurs, etc. En conséquence, le drame musical qui en résulte consiste presque exclusivement de chants en solo exécutés à tour de rôle, comme dans une pièce parlée. Il s'agit là d'un parti-pris radical et cela a été vu par certains comme une dégradation du genre musical de l'opéra distinct de la pièce littéraire. Tchaïkovski en particulier a critiqué l'idée : en réponse à la déclaration de Dargomyjski « Je veux que le son exprime directement le mot : je veux la vérité », Tchaïkovski a écrit dans sa correspondance privée que rien ne pourrait être aussi « détestable et faux » que la tentative de présenter comme un drame ce qui ne l'est pas.
C'est ainsi que certaines innovations musicales du Convive de Pierre découlent de ce choix initial de composition. Par exemple, Il y a peu de répétitions de sections musicales entières au cours de l'œuvre. Comme les vers de départ, la musique résultante est composée linéairement (de). L'ouverture orchestrale de l'opéra écrite par Rimsky-Korsakov fait néanmoins exception, car elle fait appel aux thèmes de la musique composée par Dargomyjski. Allant plus loin dans ce choix, le compositeur a composé l'opéra entier sans armature, même s'il serait possible (et pratique) de refaire la notation de l'œuvre avec des armatures pour refléter les différentes variations de ton.
Par ailleurs, cet opéra était innovant en son temps pour l'utilisation de la dissonance et des gammes par tons. Les tentatives de réalisme et de fidélité au texte de Dargomyjski ont eu pour résultat une « laideur étudiée » de la musique[réf. souhaitée], apparemment voulue pour refléter la laideur dans l'histoire. Cui a qualifié le style de l'œuvre de « récitatif mélodique » à cause de son équilibre entre lyrisme et naturalisme[réf. souhaitée].

## Importance de l'opéra
Le Convive de pierre est apparu à l'époque de la formation du réalisme en art et appartient à ce mouvement. Alexandre Dargomyjski a utilisé les idées du Groupe des Cinq.
Cet opéra innove surtout par le style : il ne contient pas d'arias, pas d'ensembles (à part deux petites romances de Laura), il est entièrement construit sur des « récitatifs mélodiques », donc sur la voix humaine mise en musique, ce qui a été remarqué de suite par les spécialistes de la musique russe : César Cui et Alexander Serov.
L'opéra a eu une influence sur la formation de la culture musicale russe. Cette culture musicale, construite exclusivement sur la culture musicale européenne, trouve alors son chemin dans la culture musicale mondiale.
Les innovations de Dargomyjski ont été continuées par les autres compositeurs, en premier reprises et développées par Modeste Moussorgski. Moussorgski a appelé Dargomyjski « le professeur de vérité musicale » et a mis en pratique ses principes artistiques dans ses opéras Boris Godunov et La Khovanchtchina ; Moussorgski a continué et renforcé cette nouvelle tradition musicale. Les  autres opéras russes ont repris le même style : Mozart et Salieri de Nikolaï Rimski-Korsakov (1898), Le Festin en temps de peste de César Cui (1901) ou Le Chevalier avare de Sergueï Rachmaninov (1904). 
Ainsi, le critique musical russe moderne Viktor Korchikov a résumé :

« Sans l'opéra Le Convive de pierre, on ne peut pas imaginer le développement de la culture musicale russe. Ce sont trois opéras, Ivan Soussanine, Rouslan et Ludmila et Le Convive de pierre qui ont engendré Moussorgski, Rimski-Korsakov et Borodine. Ivan Soussanine est un opéra où le personnage principal est le peuple, Ruslan est l'intrigue mythique et profondément russe, et Le Convive de pierre, dans lequel le drame domine la douceur de la beauté du son. »

## Enregistrements

### Audio
- 1946 : Alexandre Orlov, chef d'orchestre ; chœurs et orchestre de l'orchestre radio-symphonique de l'URSS
  - Don Juan : Dimitri Tarkhov
  - Leporello : Gueorgui Abramov
  - Donna Anna : Natalia Rojdestvenskaïa
  - Don Carlos : Daniil Demianov
  - Laura : Nina Alexandriïskaïa
  - Un moine : Konstantin Poliaïev
  - Le commandeur : Alexeï Koroliov
  - Invités : Hugo Tits, V. Nevski
- 1977 : Mark Ermler, chef d'orchestre ; chœurs et orchestre du théâtre Bolchoï
  - Don Juan : Vladimir Atlantov
  - Leporello : Alexandre Vedernikov
  - Donna Anna : Tamara Milachkina
  - Don Carlos : Vladimir Valaïtis
  - Laura : Tamara Sinivskaïa
  - Un moine : Lev Vernigora
  - Le commandeur : Vladimir Filippov
  - Invités : Vitali Vlassov, Vitali Nartov
- 1995 : Andreï Tchistiakov, chœurs et orchestre du théâtre Bolchoï
  - Don Juan : Nikolaï Vassiliev
  - Leporello : Viatcheslav Potchapski
  - Donna Anna : Marina Lapina
  - Don Carlos : Nikolaï Rechetniak
  - Laura : Tatiana Erastova
  - Un moine : Boris Bejko
  - Le commandeur : Nikolaï Nizienko
  - Invités : Alexandre Arkhipov, Piotr Glouboki

### Vidéo
- La représentation de 1977 dirigée par Mark Ermler est disponible en vidéo (publiée en 1979)